# Olak Besar
Olak Besar is een bestuurslaag in het regentschap Batang Hari van de provincie Jambi, Indonesië. Olak Besar telt 686 inwoners (volkstelling 2010).